# Bal Gangadhar Tilak

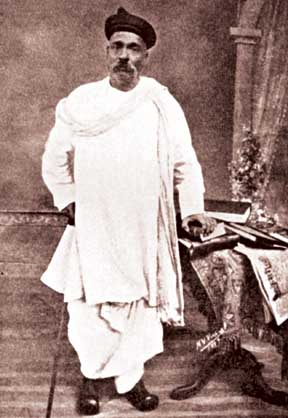
Bal Gangadhar Tilak

Bal Gangadhar Tilak (Ratnagiri, 23 juli 1853 - Bombay, 1 augustus 1920) was een Indiaas nationalist, journalist, jurist, sociaal hervormer en onafhankelijkheidsactivist. Hij wordt gezien als een van de vroege leiders van de Indiase onafhankelijkheidsbeweging en was een groot voorstander van "swaraj" (zelfbestuur voor Brits-India). Hij verschilde van mening met Mahatma Gandhi, die hem als een mentor beschouwde, over hoe onafhankelijkheid bewerkstelligd kon worden. Tilak vond dat aan gebruik van geweld soms niet te ontkomen viel, terwijl Gandhi totale ahimsa ("geweldloosheid") bepleitte.

## Levensloop
De familie van Bal Tilak waren Marathi Chitpavan-brahmanen uit het kustgebied van de Konkan. Zijn vader was schoolmeester in de havenstad Ratnagiri en stierf toen Bal Tilak 16 jaar oud was. Kort daarvoor was Bal Tilak getrouwd met Satyabhamabai Bal. Tilak studeerde van 1872 tot 1877 wiskunde aan het Deccan College in Poona (tegenwoordig Pune), als onderdeel van de eerste generatie Indiërs die een Britse opleiding genoten. Daarna studeerde hij rechten aan de universiteit van Bombay (tegenwoordig Mumbai), waar hij in 1879 een LL.B.-graad behaalde. Hij slaagde er ondanks twee pogingen niet in een mastergraad te behalen. Hij werkte daarna enkele jaren als docent wiskunde aan een privéschool in Poona. In 1880 stichtte hij samen met enkele andere nationalistische schrijvers, waaronder Vishnushastri Chiplunkar en Gopal Ganesh Agarkar, de New English School. In tegenstelling tot de Britse scholen was het Tilaks doel de nadruk op de Indiase cultuur en hindoeïstische normen en waarden te leggen, en daarmee leerlingen nationalistische ideeën bij te brengen. In 1884 stichtte de groep Marathi nationalisten de Deccan Education Society, om dit doel te verwezenlijken. In 1885 volgde Fergusson College voor hoger onderwijs, waar Tilak wiskunde doceerde.

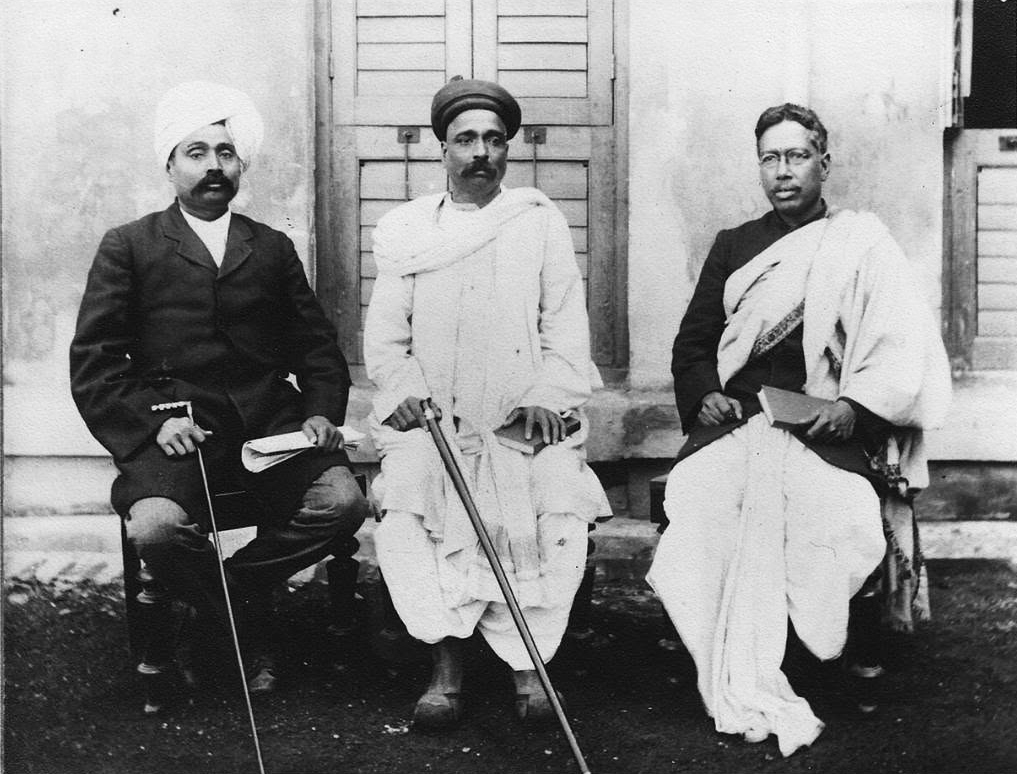
Het driemanschap dat de radicaal naar onafhankelijkheid strevende vleugel van de Indiase Congrespartij leidde en in 1907 tot de boycot van Britse goederen opriep. V.l.n.r.: L. Lajpat Rai, Bal G. Tilak en Bipin Chandra Pal ("Lal, Bal, Pal").

### Tilak in de Indiase congrespartij
Tilak raakte in dezelfde periode actief in de politiek. Hij richtte een krant (Kesari) op om nationalistische ideeën te verspreiden. In 1890 werd hij lid van het vijf jaar eerder opgerichte Indian National Congress (de "Indiase congrespartij"), waar hij zich onder de radicale nationalisten bevond. Hij vormde binnen het congres samen met Bipin Chandra Pal uit Bengalen en Lala Lajpat Rai uit Punjab een driemanschap dat als "Lal, Bal, Pal" bekendstond. Binnen het congres waren ze tegenstanders van de gematigde vleugel van de partij onder Gopal Krishna Gokhale, die op geweldloze manier en gebruikmakend van de instituten van de Brits-koloniale regering sociale hervormingen wilde bereiken. Onder invloed van de radicalen verschoof de positie van het INC geleidelijk richting het streven naar onafhankelijkheid. Invloedrijke politici als Aurobindo Ghose en Chidambaram Pillai steunden de "radicalen" in hun onafhankelijkheidsstreven.
Tijdens de pokkenepidemie van 1896 namen de Britten impopulaire maatregelen om de verspreiding van de ziekte tegen te gaan, zoals het beperken van de bewegingsvrijheid. Ook was het Britse soldaten toegestaan huizen binnen te dringen om de bewoners te onderzoeken. Het gerucht dat vrouwen oneervol betast werden verspreidde zich. Tilak schreef in zijn krant opruiende stukken over de maatregelen, die algemeen als onderdrukking werden ervaren. Volgens Tilak zou het de plicht zijn van een hindoe de Britse soldaten die de maatregelen uitvoerden te doden. In juni 1897 werden inderdaad enkele Britse militairen vermoord, waarna Tilak beschuldigd werd de moordenaars te hebben helpen onderduiken. Hij werd wegens aanzetting tot moord veroordeeld werd tot 18 maanden gevangenisstraf. Door hem gevangen te zetten maakten de Britten Tilak echter tot een volksheld en steeg zijn populariteit tot grote hoogte.
In 1905 besloot lord Curzon, de Britse onderkoning, tot de opdeling van de provincie Bengalen. De beslissing werd algemeen gezien als een poging het congres (INC) te verzwakken, want Bengalen was een belangrijk centrum voor de onafhankelijkheidsbeweging. Tilak en andere Indiase nationalisten reageerden met de swadeshi-beweging. De bevolking werd opgeroepen zelfvoorzienend te worden en Britse goederen en Indiërs die in Britse goederen handelden te boycotten. De nationalisten hoopten op die manier India economisch onafhankelijk van de Britten te maken.

### Gevangenschap in Mandalay
Op 30 april 1908 pleegden in Muzaffarpur twee Bengaalse mannen een bomaanslag op de magistraat van Calcutta. De aanslag mislukte maar twee vrouwen vonden de dood. De aanslagplegers werden gevangengenomen. Een van de twee pleegde zelfmoord, de ander werd ter dood veroordeeld en terechtgesteld. Tilak verdedigde in zijn zijn krant de daders en riep op tot swaraj (zelfbestuur).
De Britse regering greep Tilaks opiniestukken aan om hem te arresteren en aan te klagen wegens volksmennen en opruiing. Tilak hield vol onschuldig te zijn, maar op 22 juli 1908 werd hij tot een boete van 1000 rupees en 6 jaar gevangenschap in afzondering veroordeeld. Hij zat zijn straf uit in een gevangenis in Mandalay (Burma). In gevangenschap bleef hij zijn ideeën over de Indiase onafhankelijkheidsbeweging verder ontwikkelen. Hier schreef hij zijn Shrimadh Bhagvad Gita Rahasya, een analyse van de Baghavad Gita, die hij zag als een oproep tot daadkracht. In de praktijk betekende die daadkracht voor Tilak dat elke hindoe verplicht was zich voor de onafhankelijkheid van India in te zetten. De opbrengst van het boek kwam ten goede aan de onafhankelijkheidsbeweging. Tilak kwam op 16 juni 1914 vervroegd vrij omdat hij aan diabetes bleek te lijden.

### Gematigder periode en de All India Home Rule League
De ontberingen van zijn gevangenschap lijken Tilak te hebben gematigd. Hij sprak zijn waardering uit toen het Britse parlement in 1909 de Indian Councils Act goedkeurde, waarmee de Indiase bevolking een groter aandeel in het lokale bestuur kreeg. Hij noemde dit een "opmerkelijke toename in vertrouwen" tussen de koloniale regering en haar onderdanen. Ook was hij tot het standpunt gekomen dat geweld zelfbestuur niet dichterbij bracht, maar eerder langer zou uitstellen. Daarmee kwam hij dicht bij de gematigde leden van het congres, zoals Ghokale, te staan.
Toen in augustus 1914 de Eerste Wereldoorlog uitbrak uitte hij per telegram zijn steun aan de Britse keizer. Hij zette zich zelfs in bij het werven van soldaten om de oorlogsinspanningen te ondersteunen. Na de oorlog was er in Engeland een voorzichtige omslag in de publieke opinie ontstaan. Er was besef dat India voor zijn enorme bijdrage aan de oorlogsinspanningen beloond diende te worden met verdergaand zelfbestuur. Dit leidde tot de Government of India Act van 1919, die voorzag in veel grotere deelname van Indiërs in het bestuur.
In 1916 werd Tilak opnieuw lid van het congres. Uiteindelijk gaf hij de inspanningen tot een verzoening tussen de radicale en gematigde leden van de partij te komen op, om zich volop te richten op een nieuwe politieke organisatie, de All India Home Rule League. Deze organisatie werd geleid door Tilak, Ganesh Srikrishna Khaparde, Muhammad Ali Jinnah (die tevens leider van de All-India Muslim League was) en Annie Besant. Ze had ten doel van India een dominion binnen het Britse Rijk te maken, een status die op dat moment bijvoorbeeld was toebedeeld aan Canada, Australië en Nieuw-Zeeland. Tilak reisde van dorp naar dorp om toespraken te houden en steun te vergaren. Tot zijn dood in 1920 bleef hij zich inzetten voor zelfbestuur.
- Bibsys: 90520429
- Biblioteca Nacional de España: XX5263484
- Bibliothèque nationale de France: cb12197833b (data)
- CiNii: DA06301939
- Gemeinsame Normdatei: 119249502
- International Standard Name Identifier: 0000 0000 8167 9174
- Library of Congress Control Number: n50046767
- Bibliotheek van het Japanse parlement: 001316110
- Nationale Bibliotheek van Tsjechië: jx20140422002
- Nationale bibliotheek van Australië: 35568515
- Nationale Bibliotheek van Israël: 987007275934805171
- Nationale Bibliotheek van Polen: a0000001205379
- Nationale en Universitaire bibliotheek Zagreb: 000187442
- Nederlandse Thesaurus van Auteursnamen: 072896116
- Istituto Centrale per il Catalogo Unico: CFIV040803
- Système universitaire de documentation: 028941209
- Trove: 999093
- Virtual International Authority File: 95217156
- WorldCat: E39PBJyRBGWbHMhmgQhGKhyyBP